# Francesco Cecioni
Francesco Cecioni   (Liorna, 1 de desembre de 1884 - Liorna, 30 de setembre de 1968) va ser un matemàtic italià.

## Vida i Obra
Cecioni era de família humil i la seva mare va morir quan era infant. Amb l'ajuda d'un oncle que va reconèixer les seves possibilitats, va fer els estudis secundaris contra la voluntat del seu pare que volia que fos funcionari municipal. Després va ingressar a la Scuola Normale Superiore de Pisa en la qual es va graduar el 1905 sota la influència de Luigi Bianchi. A partir de 1907 va ser assistent d'àlgebra i geometria a la universitat de Pisa.
El 1910 va ser contractat per l'Istituto Nautico de Liorna com a professor de matemàtiques. Durant la Primera Guerra Mundial va ser oficial de l'exèrcit italià en la campanya contra els austríacs. En tornar de la guerra va ser professor a l'Acadèmia Naval de l'exèrcit a Liorna. El 1926, va guanyar les oposicions a la càtedra d'anàlisi matemàtica a la universitat de Pisa, càrrec que va simultaniejar amb el de l'Acadèmia fins al 1942 en que va deixar aquest darrer.
El 1955 es va retirar, però va continuar mantenint contacte amb la universitat com a professor emèrit i donant curso complementaris. En aquesta època es va interessar pels fonaments de la matemàtica i va donar classes sobre aquest tema, que després va convertir en un llibre.
Les recerques més importants de Cecioni van ser en el camp de l'àlgebra, influenciat per l'obra de Gaetano Scorza. També va fer algun treball notable en teoria de matrius sota la influència d'Onorato Nicoletti.
A part de la seva activitat docent i acadèmica, després de la Segona Guerra Mundial, a partir de 1946, va ser regidor de la Democràcia Cristiana de la seva ciutat, Liorna, estant compromès en la reconstrucció de la ciutat dels efectes de la guerra.